# Nhị nguyên
Thuyết nhị nguyên, hay nhị nguyên luận, là một học thuyết triết học thừa nhận sự tồn tại độc lập của hai thực thể. Có nhiều dạng nhị nguyên, một trong số đó là thuyết nhị nguyên về triết học xem vật chất và ý thức (hay tinh thần), tạo thành hai nguồn gốc của thế giới. Đây là quan điểm của một số nhà triết học trong việc giải quyết mặt thứ nhất vấn đề cơ bản của triết học: ý thức và vật chất thì cái nào có trước, cái nào có sau, cái nào quyết định cái nào.

## Thuyết nhị nguyên về vật chất và ý thức

### Hình thành và phát triển
Thuyết nhị nguyên được hình thành từ rất sớm ở cả phương Đông lẫn phương Tây, đặc biệt là ở Ấn Độ cổ trung đại. Triết học cổ trung đại Ấn Độ quan tâm giải quyết những vấn đề nhân sinh dưới góc độ tôn giáo với xu hướng "hướng nội". Các học thuyết triết học này đều biến đổi theo xu hướng từ vô thần đến hữu thần, từ ít nhiều duy vật đến nhị nguyên hay duy tâm.
Vào thời kì cận đại ở Tây Âu René Descartes, nhà triết học nổi tiếng người Pháp, đã đứng trên lập trường nhị nguyên luận khi giải quyết vấn đề cơ bản của triết học. Ông thừa nhận có hai thực thể vật chất và tinh thần tồn tại độc lập với nhau. Ông cố gắng đứng trên cả chủ nghĩa duy vật và chủ nghĩa duy tâm để giải quyết vấn đề mối quan hệ giữa vật chất và ý thức, giữa tư duy và tồn tại song cuối cùng đã rơi vào chủ nghĩa duy tâm vì ông thừa nhận còn một thực thể thứ ba đó là Thượng đế quyết định đến vật chất và tinh thần.
Thế kỷ 18-đầu thế kỷ 19, Immanuel Kant, nhà triết học cổ điển người Đức, đã trình bày những quan điểm biện chứng của mình về tự nhiên. Một mặt ông thừa nhận sự tồn tại của thế giới các "vật tự nó" ở bên ngoài con người. Thế giới có thể tác động tới các giác quan của chúng ta, ở quan điểm này Kant là nhà duy vật. Nhưng mặt khác ông lại cho rằng thế giới các vật thể quanh ta mà ta thấy được lại không liên quan gì đến các gọi là "thế giới vật tự nó". Có nghĩa là ông thừa nhận nhận thức của con người chỉ biết được hiện tượng bề ngoài mà không thâm nhập vào bản chất đích thực của sự vật, không phán xét được gì về sự vật như chúng tự tồn tại. Nhận thức của Kant có tính chất duy tâm, ông cũng nói, trong nhận thức cần hạn chế phạm vi của lý tính để dành cho đức tin. Cuối cùng triết học của Kant đã đi đến thuyết bất khả tri (thuyết không thể biết).

### Những hạn chế
Hạn chế lớn nhất trong các học thuyết nhị nguyên của các nhà triết học là sự không thể khẳng định vật chất có trước hay ý thức có trước, là người đã đứng giữa ranh giới của chủ nghĩa duy vật và duy tâm. Họ muốn dung hoà hai trường phái trên để dẫn đến một trường phái duy nhất đó là cùng tồn tại. Quan điểm của họ đa phần là hoài nghi vì thế mà khi giải quyết tiếp mặt thứ hai vấn đề cơ bản của triết học họ đã rơi vào thuyết bất khả tri và dần dần triết học của họ chuyển sang duy tâm.

### Sự hình thành của thuyết nhị nguyên hiện đại
Cùng với những sai lầm và hạn chế trên thuyết nhị nguyên dần bị các nhà nghiên cứu triết học lãng quên. Nhưng điểm quan trọng trong thuyết nhị nguyên đó là dung hòa được sự đối lập của chủ nghĩa duy vật và chủ nghĩa duy tâm. Trong suốt thời gian dài tìm lời giải đáp cho sứ mệnh của mình thuyết nhị nguyên đã có những thay đổi mang tính cách mạng sẽ được trình bày ngay sau đây.
1. Thay đổi vị thế
- Những nhà triết học nghiên cứu thuyết nhị nguyên từ trước đến này luôn đặt mình vị thế của người đứng giữa 2 bên duy tâm và duy vật và đưa ra đánh giá, nhận xét rồi trình bày một cách khách quan. Điều này dẫn đến sai lầm vì duy tâm được hình thành trước duy vật một thời gian rất dài có nhiều điều mà chủ nghĩa duy vật chưa thể giải quyết được nên làm cho những nhà nghiên cứu thuyết nhị nguyện bị hơi hướng sang chủ nghĩa duy tâm.
- Với cách nghiên cứu mới độc lập hơn những nhà nghiên cứu thuyết nhị nguyên đã có thể đưa ra những nhận định chính xác về vật chất, ý thức và thế giới quan.
2. Thành công
- Sự tiến hóa của loài người cùng với sự hình thành của các tôn giáo, các học thuyết đã cho các nhà nghiên cứu nhìn thấy rõ hơn sự hình thành của vật chất và ý thức. Vật chất thay đổi, ý thức thay đổi hay ý thức thay đổi, vật chất thay đổi?

## Thuyết nhị nguyên trong các lĩnh vực khác
Trong lĩnh vực Tin học, thuyết nhị nguyên được hiểu là vật chất và thông tin hay phần cứng và phần mềm. Trong Toán tin, thuyết nhị nguyên nhỏ nhất là đúng và sai như trong logic mệnh đề. Trong Tin học, người ta chuyển các vấn đề phức tạp về vấn đề đơn giản hơn cho đến khi bằng thuyết đúng và sai. Đây là mức thấp nhất mà một đơn vị vật chất có thể hiểu và xử lý được. Sau đó gộp kết quả lại để ra kết quả của vấn đề phức tạp.